# NGC 6455
NGC 6455 este o galaxie situată în constelația Scorpionul. A fost descoperită în 7 iunie 1837 de către John Herschel.